# هوتشينسون
هتشينسون (بالإنجليزية: Hutchinson, Minnesota)‏هي مدينة في مقاطعة ماكليود، مينيسوتا، الولايات المتحدة الأمريكية. وبلغ عدد سكانها 13080 في تعداد عام 2000. يبلغ مجموع مساحة المدينة 7.8 ميل مربع (20.3 كيلومتر مربع)، منها 7.4 ميل مربع (19.2 كيلومتر مربع) يابسة و 0.4 ميل مربع (1.0 كيلومتر مربع) منها ماء.

## أعلام
- ميتش إريكسون
- جون دبليو. فوس
- سكوت نيومان
- ليندسي والن
- جورج بي هاموند